# Ficobilina
Ficobilina (do grego: φύκος (phykos) significado "alga", e do Latim: bilis significado "bile") é um tipo de pigmento utilizado no processo de fotossíntese de algumas algas, especialmente as vermelhas (ficoeritrinas). Esse pigmento é responsável por captar energia luminosa com radiações em diferentes comprimento de ondas das captadas pelas clorofilas.